# Manassas (Schiff)
Die Manassas war ein Panzerschiff der Confederate States Navy (CSN) und, soweit bekannt, das erste Panzerschiff, das auf dem amerikanischen Kontinent konstruiert wurde. Aufgrund ihrer ungewöhnlichen „Schildkrötenbuckel“-Panzerung war sie optisch eines der ungewöhnlichsten Schiffe des 19. Jahrhunderts. Von Offizieren der United States Navy wurde sie als „the queer gentleman“ oder auch als Höllenmaschine bezeichnet.

## Baugeschichte
Der Schraubendampfer Enoch Train war als Eisbrecher gebaut worden und wurde offenbar bis zum Ausbruch des Sezessionskrieges in Massachusetts eingesetzt. Danach wurde er von dem konföderierten Kaperschiff Ivy (später als Kanonenboot klassifiziert) aufgebracht. Ein Privatmann, Kapitän John A. Stevenson, plante ihren Einsatz als Südstaaten-Kaper und ließ das Schiff offenbar auf eigene Rechnung in Algiers, Louisiana, umbauen.
Beim Umbau wurden die Aufbauten und Masten der Enoch Train völlig entfernt und aus Eisenbahnschienen ein Panzerdeck in Form eines Schildkrötenbuckels montiert. Das Schiff wurde mit einem unbeweglichen Geschütz ausgerüstet, das nur in Fahrtrichtung schießen konnte. Der Panzer deckte die über der Wasserlinie liegenden Teile des Schiffs vollständig ab. Durch die gekrümmte Formgebung des Panzers prallten auftreffende Geschosse vom Schiffskörper ab. Der Panzer lag auf einer starken Eichenholzschicht. Zusätzlich wurde das Fahrzeug mit einem Rammsporn ausgerüstet. Beladen ragte das Oberdeck, abgesehen vom Schornstein, lediglich 6,5 Fuß über den Wasserspiegel hinaus. Ob das Schiff ein oder zwei Schornsteine besaß, ist unklar, da zeitgenössische Abbildungen die eine oder andere Variante zeigen. Benannt wurde das Panzerschiff nach der Ersten Schlacht von Manassas.

## Einsatz

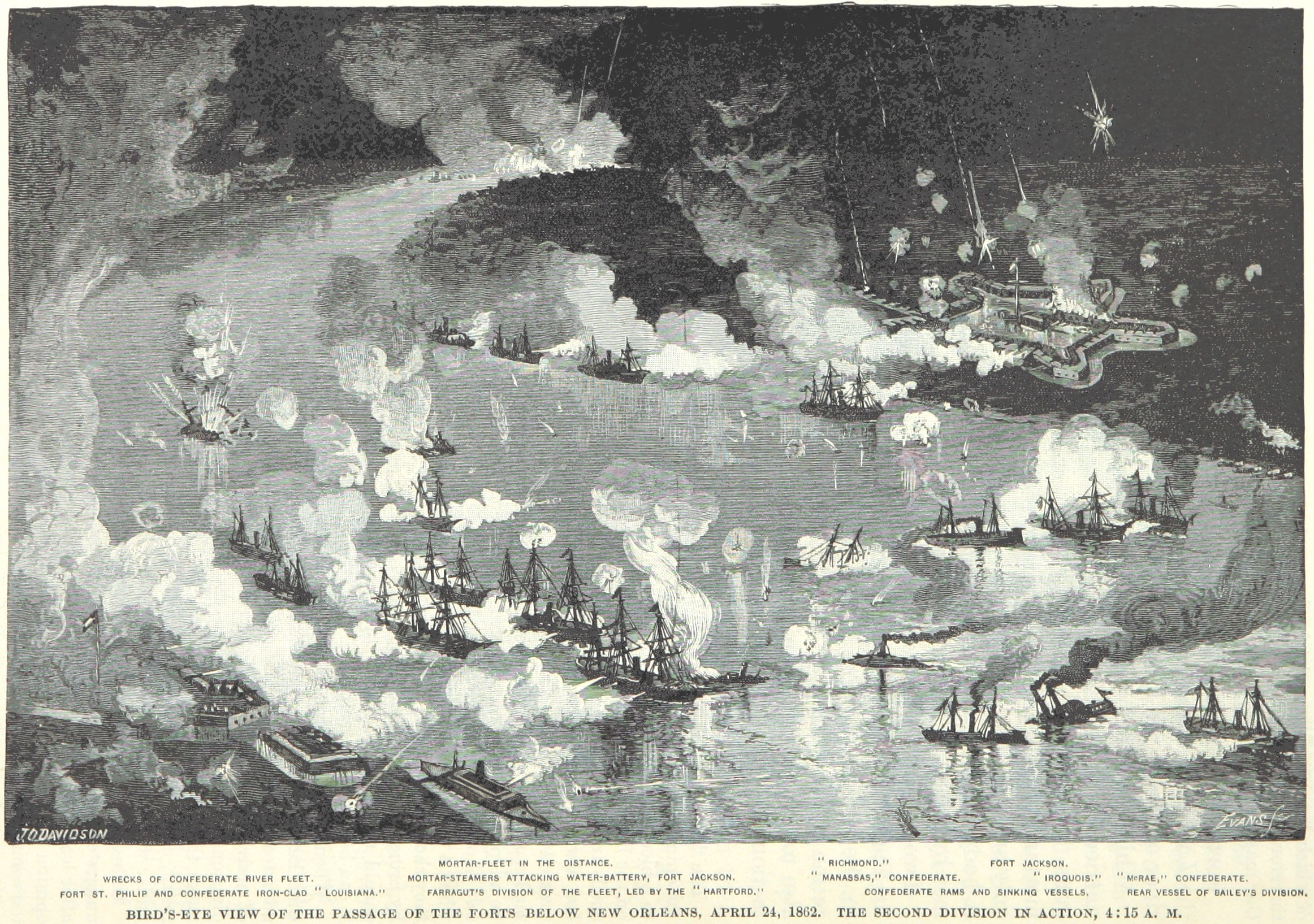
Zeichnung des Gefechts bei Fort Jackson

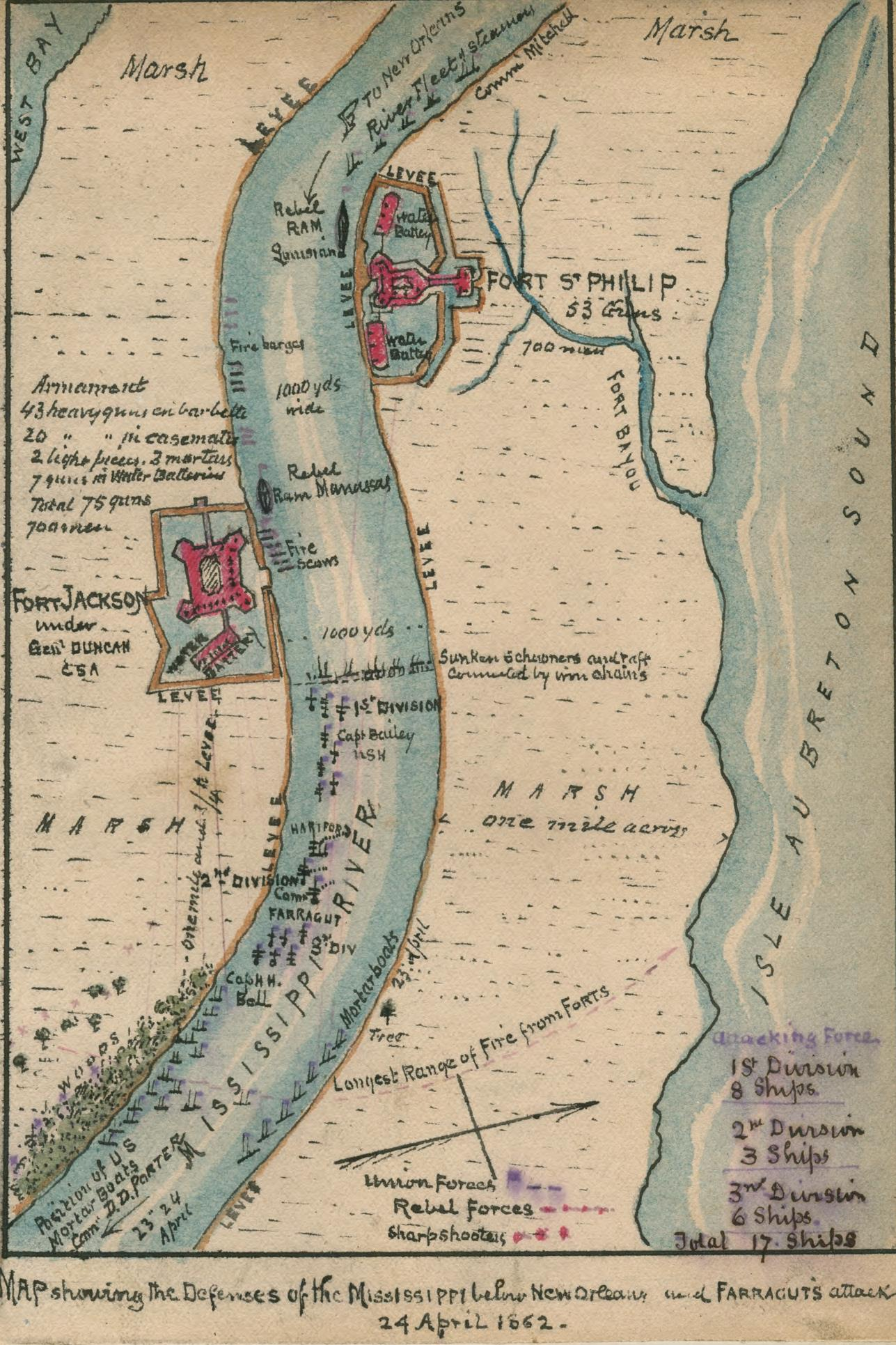
Karte von Fort Jackson

Die Manassas wurde am 12. September 1861 offenbar als privates Kaperschiff in Dienst gestellt, jedoch unmittelbar danach von der CSN für den Einsatz auf dem unteren Mississippi requiriert. Kommandant wurde Lieutenant A. F. Warley.
Am 12. Oktober 1861 nahm sie an einem Angriff auf die föderierten Blockadestreitkräfte am Head of Passes im Mississippidelta teil. Dabei rammte sie die Sloop Richmond, wobei allerdings der Rammstoß durch einen zwischen den Schiffen befindlichen Kohlenleichter abgemildert wurde. Trotzdem war die Erschütterung der Manassas so stark, dass sie den eisernen Bug sowie einen (oder den) Schornstein verlor. Außerdem wurde eine ihrer beiden Dampfmaschinen aus dem Fundament gerissen, so dass das Schiff zeitweise manövrierunfähig war. Allerdings gelang ihr der Rückzug, wobei die von der Richmond und der Preble abgefeuerten Geschosse an ihrem Panzer abprallten. Zwei Monate später wurde die Manassas von der konföderierten Regierung direkt angekauft; möglicherweise erfolgte erst jetzt eine offizielle Indienststellung in der CSN.

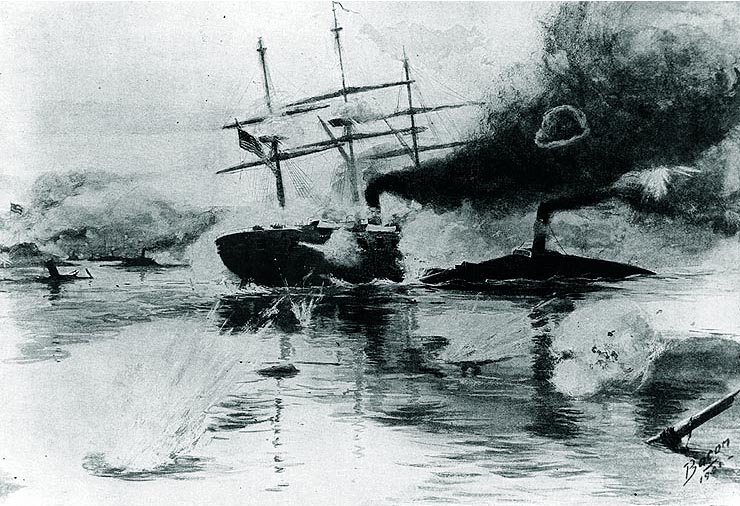
Brooklyn und Manassas

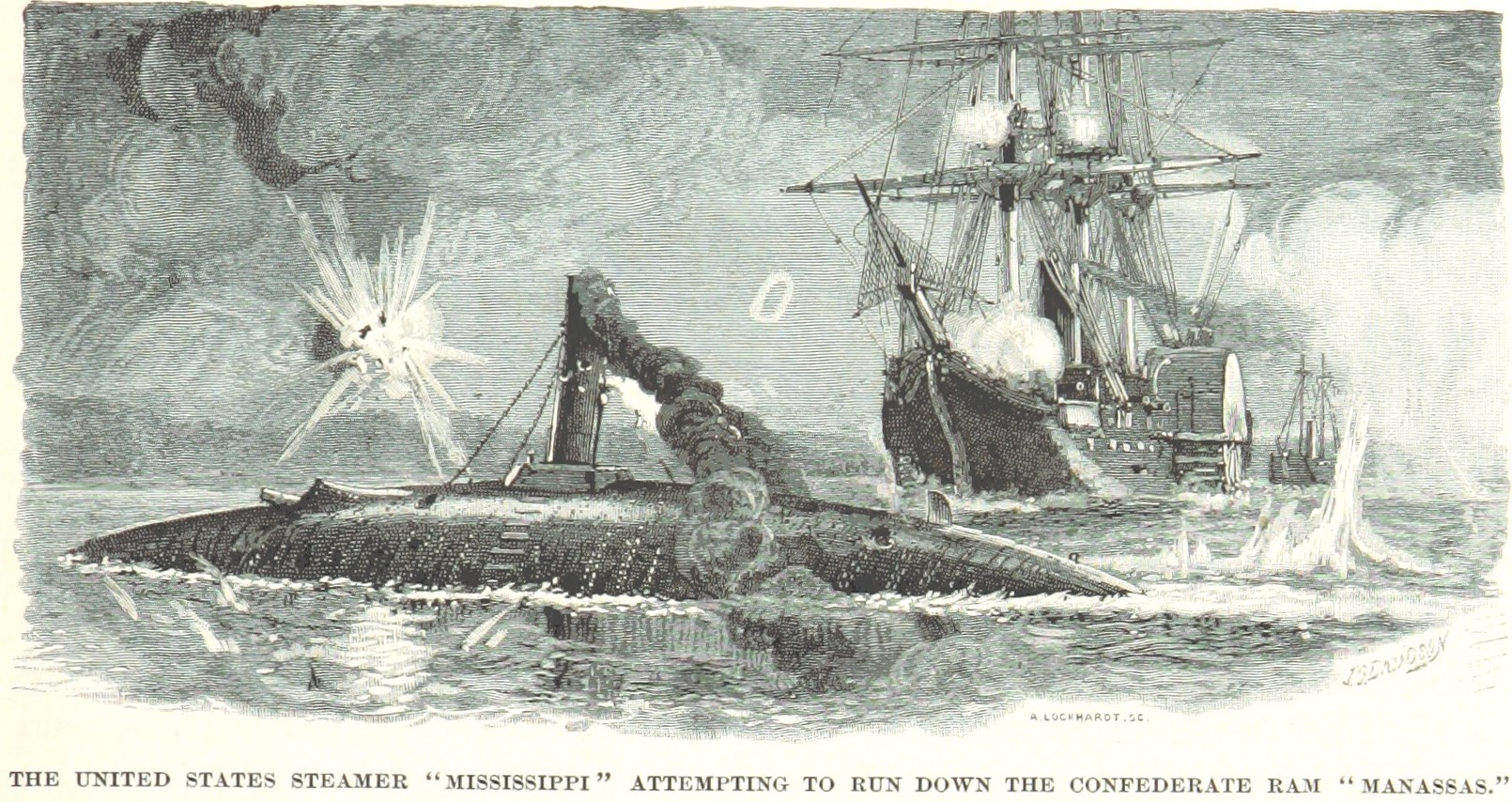
Die Mississippi beim Anlauf auf die Manassas

Am 24. April 1862 nahm die Manassas an der Schlacht um die Forts Jackson und St. Philip teil, als Flag Officer David Glasgow Farragut mit seinem Geschwader nach New Orleans durchbrach. Beim Versuch, die Pensacola zu rammen, geriet das Panzerschiff zeitweise in das Feuer des gesamten Geschwaders, blieb aber unbeschädigt. Es gelang ihr, die Mississippi durch einen Rammstoß leicht zu beschädigen, die jedoch weiterhin manövrierbar blieb. Anschließend rammte sie die Brooklyn, die zwar schwer beschädigt wurde, aber ebenfalls manövrierfähig blieb.
Bei der Verfolgung der Unionsflotte wendete die Mississippi und versuchte ihrerseits, die Manassas zu rammen. Bei einem Ausweichmanöver geriet das Panzerschiff auf eine Untiefe und musste von seiner Besatzung verlassen werden. Unter heftigem Beschuss durch die Mississippi fing die Manassas Feuer, glitt von der Untiefe ab und trieb den Fluss herunter. Hier begegnete sie einer Flottille von Mörserbooten unter Commander David Dixon Porter. Porter versuchte noch, das treibende Wrack als technische Kuriosität zu bergen, doch explodierte die Manassas und sank als Totalverlust auf Position 29° 20′ 38,3″ N, 89° 24′ 47,8″ W.

## Das Wrack
Soweit bekannt, wurde das Wrack im November 1981 in der Nähe des Untergangsortes magnetisch geortet, soll sich jedoch unter einer bis zu neun Fuß dicken Schlammschicht befinden. Der Fundort gehört zur Gemeinde Boothville im Plaquemines Parish. Soweit bekannt, ist es bis in die Gegenwart (Stand 2017) nie untersucht worden.